# Liste der Baudenkmäler in Fürth/D
Diese Liste ist eine Teilliste der Liste der Baudenkmäler in Fürth. Grundlage der Liste ist die Bayerische Denkmalliste, die auf Basis des bayerischen Denkmalschutzgesetzes vom 1. Oktober 1973 erstmals erstellt wurde und seither durch das Bayerische Landesamt für Denkmalpflege geführt und aktualisiert wird. Die folgenden Angaben ersetzen nicht die rechtsverbindliche Auskunft der Denkmalschutzbehörde.
Dieser Teil der Liste beschreibt die denkmalgeschützten Objekte in folgenden Straßen:
- Damaschkestraße
- Dambacher Straße
- Denglerstraße
- Dr.-Mack-Straße
- Dr.-Martin-Luther-Platz
- Dr.-Meyer-Spreckels-Straße

## Damaschkestraße
| Lage                          | Objekt                      | Beschreibung                                                                    | Akten-Nr.                | Bild |
| ----------------------------- | --------------------------- | ------------------------------------------------------------------------------- | ------------------------ | ---- |
| Damaschkestraße 14 (Standort) | Ehemaliges Weinberghäuschen | Ein- bis zweigeschossiger Sandsteinquaderbau mit Walmdach, wohl 18. Jahrhundert | D-5-63-000-1126 Wikidata | BW   |

## Dambacher Straße
| Lage                                            | Objekt                                                | Beschreibung | Akten-Nr.                | Bild                                                  |
| ----------------------------------------------- | ----------------------------------------------------- | --- | ------------------------ | ----------------------------------------------------- |
| Dambacher Straße 1/Karolinenstraße 2 (Standort) | Wohnhaus in Ecklage                                   | Siehe Karolinenstraße 2. | D-5-63-000-544 Wikidata  | BW                                                    |
| Dambacher Straße 3 (Standort)                   | Mietshaus                                             | Dreigeschossiger, traufseitiger Satteldachbau mit Sandsteinfassade und Zackenfries an der Traufe, spätklassizistisch, 1877; bauliche Gruppe mit Dambacher Straße 5/7 | D-5-63-000-171 Wikidata  | BW                                                    |
| Dambacher Straße 5 (Standort)                   | Mietshaus                                             | dreigeschossiger traufseitiger Satteldachbau mit Sandsteinfassade mit Rosettenfries an der Traufe, spätklassizistisch, 1877/78; bauliche Gruppe mit Dambacher Straße 3/7 | D-5-63-000-1779          | BW                                                    |
| Dambacher Straße 7 (Standort)                   | Mietshaus                                             | Dreigeschossiger traufseitiger Satteldachbau mit erhöhtem, flachem Mittelrisalit mit Dachterrasse, Konsoltraufgesims und Balkon, spätklassizistisch, 1877/78 Rückgebäude, zweigeschossiger Backsteinbau mit Pultdach und hölzerner Aufzugsgaube, gleichzeitig Rückgebäude, erdgeschossiger Backsteinbau mit Pultdach und Giebelgaube, gleichzeitig; bauliche Gruppe mit Dambacher Straße 3/5 | D-5-63-000-1780 Wikidata | BW                                                    |
| Dambacher Straße 11 (Standort)                  | Logenhaus                                             | In Garten freistehender, dreigeschossiger Walmdachbau mit reich gegliederten Sandsteinfassaden mit aufwendigen Portalrisaliten mit Ziergiebeln und figürlichem Dekor, rückseitig nach Osten anschließender Festsaaltrakt, Neurenaissance mit orientalisch-maurischen Formen, von Leonhard Bürger, 1890/91 Ziergarten, angelegt nach Plänen von Alfred Babée, gleichzeitig Einfriedung, Pfeilergitterzaun auf Sandsteinquadermauer und Sandsteinpfeiler, zuseiten der Haupttorpfeiler halbrund einschwingend, gleichzeitig | D-5-63-000-172 Wikidata  | weitere Bilder                                        |
| Dambacher Straße 35 (Standort)                  | Villa                                                 | Zweigeschossiger, asymmetrischer Mansarddachbau mit Sandsteinfassade, Giebelrisalit mit Erker, seitlichen Turm und Eisengitterbalkon auf Stützen, historisierend, von Simon Gieß, 1872, Umbau und Erweiterung von Adam Egerer, 1897/98 | D-5-63-000-174 Wikidata  | BW                                                    |
| Dambacher Straße 49 (Standort)                  | Ehemaliges Portier- und Gärtnerhaus der Humbser-Villa | Erdgeschossiger traufseitiger Backsteinbau mit Satteldach, Hausteingliederung, Dachgauben und Zwerchgiebel, historisierend, von Ochsenmayer und Wißmüller, 1897, Dachausbau mit Zwerchgiebel 1902 Einfriedung und Toreinfahrt, Gittertor mit neubarocken Sandsteinpfeilern, im Norden Pfeilgitterzaun mit Sandsteinpfeilern, im Süden Sandsteinquadermauer, gleichzeitig | D-5-63-000-175 Wikidata  | Ehemaliges Portier- und Gärtnerhaus der Humbser-Villa |

## Denglerstraße
| Lage                               | Objekt         | Beschreibung | Akten-Nr.               | Bild           |
| ---------------------------------- | -------------- | --- | ----------------------- | -------------- |
| Denglerstraße 2 / 4 / 6 (Standort) | Mietshauszeile | Viergeschossiger Satteldachbau in verschiedenfarbigem Backstein mit Sandsteingliederungen, Neurenaissance, von Georg Kißkalt, 1898 Zugehörig Toreinfahrt, Sandsteinpfeiler und Backsteinmauer, gleichzeitig; Südreihe einer vier parallele Zeilen umfassenden einheitlichen Arbeiter-Wohnanlage, siehe auch Bogenstraße 14/15/16 und Erlenstraße 1/3/5 und 2/4/6/8 | D-5-63-000-176 Wikidata | Mietshauszeile |

## Dr.-Mack-Straße
| Lage                                        | Objekt                                      | Beschreibung | Akten-Nr.                | Bild                                        |
| ------------------------------------------- | ------------------------------------------- | --- | ------------------------ | ------------------------------------------- |
| Dr.-Mack-Straße (ehemals Nr. 30) (Standort) | Ehemaliges Fabrikgebäude                    | Viergeschossiger, abgewinkelter Putzbau mit Flachsatteldach, um 1915 | D-5-63-000-1699 Wikidata | Ehemaliges Fabrikgebäude                    |
| Dr.-Mack-Straße 31 (Standort)               | Gebäude des ehemaligen Humbser-Spielplatzes | Erdgeschossiger Putzbau mit Sandsteinsockel, Mansarddach, Fußwalm und halbrundem Bodenerker sowie einseitigem Pavillon mit Schopfwalmdach und Blendfachwerk, an Nordgiebel mit Uhr, Heimatstil, von Otto Holzer, bezeichnet „1904“ | D-5-63-000-177 Wikidata  | Gebäude des ehemaligen Humbser-Spielplatzes |

## Dr.-Martin-Luther-Platz
| Lage                                 | Objekt                                     | Beschreibung | Akten-Nr.               | Bild |
| ------------------------------------ | ------------------------------------------ | --- | ----------------------- | ---- |
| Dr.-Martin-Luther-Platz 2 (Standort) | Evangelisch-lutherisches Pfarramt St. Paul | Dreigeschossiger Mansarddachbau mit Sandsteinfassade, reich gegliedertem Mittelerker, Dachgauben und getrepptem Zwerchgiebel, neugotisch, von Adam Egerer, 1902/03                                                      | D-5-63-000-178 Wikidata | BW   |
| Dr.-Martin-Luther-Platz 3 (Standort) | Mietshaus in Ecklage                       | Viergeschossiger Putzbau mit Satteldach, rustiziertem Sandsteinerdgeschoss, erhöhten Risaliten mit Segmenterker, polygonalem Eckerker und breiten Fachwerk-Zwerchhäusern, Spätjugendstil, von Ebert und Müller, 1908/09 | D-5-63-000-179 Wikidata | BW   |

## Dr.-Meyer-Spreckels-Straße
| Lage                                        | Objekt | Beschreibung | Akten-Nr.                          | Bild |
| ------------------------------------------- | --- | --- | ---------------------------------- | ---- |
| Dr.-Meyer-Spreckels-Straße (Standort)       | Ehemalige Alte Infanteriekaserne mit Proviantamt                                                                  | Gemeinsam mit der ehemaligen Neuen Infanteriekaserne als Sedankaserne bezeichnet, Teil des ehemaligen Kasernenkomplexes in der Südstadt, Teil der ehemaligen William-O.-Darby-Barracks, ab 1891 geplant, ab 1893 errichtet Zu den einzelnen Gebäuden der Gesamtanlage siehe Dr.-Meyer-Spreckels-Straße 7/9, 80, Flößaustraße 64, Kellermannstraße 1-9/11–19/21–29/31–39 (ungerade Nummern), Steubenstraße 13, 17/17a/19/19a/19b, 21/23, 27, 31 und Ullsteinstraße 6, 12/14/16, 18, 20–40 (gerade Nummern). | D-5-63-000-1330 Wikidata           | BW   |
| Dr.-Meyer-Spreckels-Straße 7 / 9 (Standort) | Ehemaliges Familiengebäude bzw. Verheiratetenkaserne (Gebäude Nr. 24) der Alten Infanteriekaserne mit Proviantamt | Zweigeschossiger Backsteinbau mit flachen Eingangsrisaliten und Lisenengliederung,1893, Umbau mit Aufstockung 2004 | D-5-63-000-1330 zugehörig Wikidata | BW   |
| Dr.-Meyer-Spreckels-Straße 80 (Standort)    | Ehemaliges Kompaniewagenhaus (Gebäude Nr. 31) der Alten Infanteriekaserne mit Proviantamt                         | Erdgeschossiger Putzbau mit Mansardwalmdach, Eingangsrisalit und Fachwerkgauben, reduziert historisierend, um 1912, Umbau 2007 | D-5-63-000-1330 zugehörig Wikidata | BW   |